# Сан-Грегорио VII (титулярная церковь)
Титулярная церковь Сан-Грегорио VII (лат. Titulus Sancti Gregorii VII) — титулярная церковь была создана Папой Павлом VI в 1969 году. Титул принадлежит приходской церкви Сан-Грегорио VII, расположенной в квартале Рима Аурелио, на виа дель Коттоленго (виа Грегорио VII).

## Список кардиналов-священников титулярной церкви Сан-Грегорио VII
- Эужениу ди Араужу Салис (30 апреля 1969 — 9 июля 2012, до смерти);
- Баселиос Клеемис Тоттункал (24 ноября 2012 — по настоящее время).